# Ткач, Поликарп Ильич
Поликарп Ильич Ткач (род. 18 декабря 1936) — председатель Винницкого областного совета (1992-1994), народный депутат Украины 1 созыва. Заслуженный работник культуры Украины (2007).

## Биография
Родился 18 декабря 1936 года в селе Цимбаловка Хмельницкой области в крестьянской семье. Украинец; женат; имеет детей.
Образование: Харьковский юридический институт (1964), юрист-правовед.
С 1954 — столяр, Хмельницкая мебельная фабрика.
С 1957 — на комсомольской работе в Хмельницком районе Винницкой области. С 1970 — председатель исполкома, Ильинецкий райсовет Винницкой области. С 1973 — 1-й секретарь Козятинского РК КПУ Винницкой области. С 1985 — председатель комитета народного контроля Винницкой области. С апреля 1990 — председатель Винницкого областного комитета народного контроля.
В марте 1990 года избран депутатом Винницкого областного Совета от Россошанского избирательного округа № 122. С января 1991 — заместитель председателя, апрель 1992 — июль 1994 — председатель Винницкого облсовета. Затем заместитель председателя Винницкого облсовета по исполнительной работе.
Народный депутат Украины 12 созыва с декабря 1992 (2-й тур) до апреля 1994, Винницкий избирательный округ № 31, Винницкой области. Член Комиссии по вопросам деятельности советов народных депутатов, развития местного самоуправления. Группа «Рада».
С 1994 — 1-й секретарь, Посольство Украины в Российской Федерации, март 1994 — кандидат в народные депутаты Украины, Казатинский избирательный округ № 57, Винницкая область, выдвинут трудовым коллективом 1-й тур — 7,53%, 5 место из 6 претендентов.
Член КПСС (1957-1991). Награжден двумя орденами Трудового Красного Знамени.
Сын - Ткач, Олег Поликарпович - издатель.